# Campiglossa putrida
Campiglossa putrida är en tvåvingeart som först beskrevs av Erich Martin Hering 1941.  Campiglossa putrida ingår i släktet Campiglossa och familjen borrflugor. Inga underarter finns listade.